# Красный террор в Ялте
Кра́сный терро́р в Я́лте — красный террор, проводившийся в Ялте в 1917—1921 годах в периоды становления и господства советской власти. Историки отдельно выделяют два особо сильных всплеска террора: первый — зимой 1917—1918 годов в первые месяцы после Октябрьской революции, второй — с ноября 1920 по конец 1921 годов, после окончания Гражданской войны на Юге России.

## Террор зимы 1917—1918 годов
В ту ночь приснилось мне, что я на дне морском…

Мне был отраден мрак безмолвный;

Бродил я ощупью, и волны,

И солнце, и земля казались дальним сном.

Я глубиной желал упиться

И в сумраке навек забыться,

Чтоб вечность обмануть. Вдруг побелел песок,

И я заметил, негодуя,

Что понемногу вверх иду я,

И понял я тогда, что берег недалёк.

Хотелось мне назад вернуться,

Закрыть глаза и захлебнуться;

На дно покатое хотелось мне упасть

И медленно скользить обратно

В глухую мглу, но непонятно

Меня влекла вперёд неведомая власть.

И вот вода светлее стала,

Поголубела, замерцала…

Остановился я: послышался мне гул;

Он поднимался из-за края

Широкой ямы; замирая,

Я к ней приблизился, и голову нагнул,

И вдруг сорвался… Миг ужасный!

Стоял я пред толпой неясной:

Я видел: двигались в мерцающих лучах

Полу-скелеты, полу-люди,

У них просвечивали груди,

И плоть лохмотьями висела на костях,

То мертвецы по виду были

И всё ж ходили, говорили,

И всё же тайная в них жизнь ещё была.

Они о чём-то совещались,

И то кричали, то шептались:

Гром падающих скал, хруст битого стекла…

Я изумлён был несказанно.

Вдруг вышел из толпы туманной

И подошёл ко мне один из мертвецов.

Вопрос я задал боязливый,

Он поклонился молчаливо,

И в этот миг затих шум странных голосов…

«Мы судим…» — он сказал сурово.

«Мы судим…» — повторил он снова,

И подхватили все, суставами звеня:

«Мы многих судим, строго судим,

Мы ничего не позабудем!»

«Но где ж преступники?» — спросил я.

На меня взглянул мертвец и усмехнулся,

Потом к собратьям обернулся

И поднял с трепетом костлявый палец ввысь.

И точно сучья в тёмной чаще,

Грозой взметённые летящей, —

Все руки черныя и четкия взвились,

И, угрожая, задрожали,

И с резким лязгом вновь упали…

Тогда воскликнул он: «Преступники — вон там,

На берегу страны любимой,

По воле их на дно сошли мы

В кровавом зареве, разлитом по волнам.

Но здесь мы судим, строго судим

И ничего не позабудем…

Итак, друзья, итак, что скажете в ответ,

Как мните вы, виновны?»

И стоглагольный, жуткий, ровный, 

В ответ пронёсся гул: «Им оправданья нет!»

7-VII-18
Набоков В. В.
«Ялтинский голос», (№ 102) 323,

8 сентября н. с. 1918 г.

### Установление советской власти в январе 1918 года
В Ялте, как и в других городах Крыма, за исключением «Кронштадта Юга» — Севастополя, к исходу 1917 года номинальная власть принадлежала Совету народных представителей (Краевое правительство). Ему подчинялись сформированные по национальному признаку воинские части из крымских татар — «эскадронцы» и офицерская рота Штаба Крымских войск под командой капитана Н. И. Орлова. Части эскадронцев были присланы в Ялту для сохранения в городе порядка и спокойствия. В канун Рождества в город прибыли севастопольские матросы и просто желающие заняться бандитизмом под прикрытием матросской формы, которая вселяла ужас в обывателя. Начались самочинные обыски и аресты, из тюрьмы были выпущены уголовники. Ситуация в городе стала накаляться. Очевидец происходящего писал: 

…многие из этих эсеров хорошо знакомы всей Ялте как бывшие черносотенцы… которые готовы в любой момент поживиться чужим добром. Вся социология этих масс — очень простая: вырезать буржуев и поделить их имущество. Но сама по себе эта большевистско-черносотенная масса труслива. Все надежды на севастопольских матросов, перед которыми, действительно, дрожат все мирные жители Ялты.
Между бандитами и эскадронцами начались вооружённые стычки. Большевистские агитаторы воспользовались этим, пустив в ход агитацию, сеющую национальную рознь: «татары бьют русских».
9 (22) января 1918 года на рейд Ялты подошёл эсминец «Гаджибей», и Ялта на восемь дней превратилась из маленького курортного городка в место кровопролитных и упорных боёв, с применением артиллерии и гидроавиации (из Севастополя в Ялту один раз вылетал боевой гидроплан под командованием летчика И. Ремезюка), по городу с кораблей было выпущено около 700 снарядов. 11 (24) января 1918 года на помощь «Гаджибею» подошли эсминцы «Керчь» и «Фидониси». От артиллерийского обстрела «пострадали лучшие гостиницы…, много частных домов и магазинов. … На улицах форменная война: дерутся на штыках, валяются трупы, течёт кровь. Начался разгром города». В конце концов нападавшие, преимущественно матросы эсминцев «Керчь», «Гаджибей» и транспорта «Прут», взяли Ялту.
Начались аресты и расстрелы. Было расстреляно «множество офицеров». Согласно мемуарам полковника Н. Кришевского — около восьмидесяти, по материалом Особой следственной комиссии по расследованию злодеяний большевиков при главнокомандующем Вооружёнными силами на Юге России — около ста. Были расстреляны даже две сестры милосердия, за то, что перевязывали раненых эскадронцев. Общее число погибших в уличных боях, расправах на улицах и убийствах в окрестностях Ялты достигало двухсот человек. Расстрелы производились прямо на Ялтинском молу, трупы казнённых сбрасывали в море. Очевидец событий, член кадетской партии князь В. А. Оболенский писал: «…В Ялте офицерам привязывали тяжести к ногам, и сбрасывали в море, некоторых после расстрела, а некоторых живыми. Когда, после прихода немцев, водолазы принялись за вытаскивание трупов из воды, они на дне моря оказались среди стоявших во весь рост уже разлагавшихся мертвецов…». Другой очевидец и также кадет Д. С. Пасманик, вспоминал, что офицеров расстреливали под руководством матроса В. А. Игнатенко (ставшего руководителем Ялтинского ревкома, впоследствии благополучно прожившего до 88 лет и написавшего собственные воспоминания об этих событиях) по спискам, «составленным солдатами из лазаретов и тайным большевистским комитетом, существовавшим уже давно». Расстреляно было не менее 47 офицеров, а их трупы были сброшены в море. Он писал: «…было бы убито гораздо больше людей, если бы не было подкупных большевиков: за очень большие деньги они или вывозили намеченные жертвы за Джанкой, или же укрывали в лазаретах и гостиницах». По воспоминаниям Пасманика в убийствах на молу, кроме матросов Черноморского флота, принимала активное участие толпа из местных жителей, прежде всего греков, примкнувших к победителям из-за ненависти к крымским татарам, а в избиениях жертв, которые зачастую предшествовали убийствам, особое участие принимали истеричные «бабы».
Матросы и красногвардейцы могли убить прямо на улице и совершенно случайных прохожих, иногда лишь из-за того, что бы иметь возможность ограбить труп. Один из переживших расправу офицеров вспоминал: 

Матросская чернь ворвалась и в тот лазарет, где лежал брат. Толпа глумилась над ранеными, их пристреливали на койках. Николай и четверо офицеров его палаты, тяжело раненые, забаррикадировались и открыли ответный огонь из револьверов. Чернь изрешетила палату обстрелом. Все защитники были убиты.
Отряды матросов и красногвардейцев, посланные в близлежащие городки и посёлки, убивали и в них, так в Алуште и Гурзуфе было расстреляно несколько отставных офицеров. В эти дни трагично могла сложиться судьба будущего вождя белого движения барона П. Н. Врангеля, находящегося в Ялте — к нему в дом с обыском явился отряд матросов, после которого он и брат его жены были увезены на допрос на миноносец. Врангель вспоминал разговор, показавшийся ему примечательным. Один из матросов успокаивал барона: «…мы только с татарами воюем. Матушка Екатерина ещё Крым к России присоединила, а они теперь отлагаются…». Врангель прокомментировал: «Как часто впоследствии вспоминал я эти слова, столь знаменательные в устах представителя „сознательного“ сторонника красного интернационала».
16 (29) января 1918 года в Ялте окончательно победили сторонники советской власти, местный совет тут же передал всю власть в городе ревкому. После окончания боёв массовые убийства прекратились, но наступила «эра декретного социализма» — начались реквизиция излишков, уплотнение квартир, заселение гостиниц различными лицами по распоряжениям ревкома и совдепа. Проводились повальные обыски под видом поиска оружия, на деле заканчивавшиеся изъятием всего ценного. Была объявлена «национализация» имущества «эксплуататорских классов» — Ялта стала «социалистической коммуной», но, по воспоминаниям очевидца событий журналиста Аполлона Набатова (Аполлон Борисович Водлингер) в ней «господствовал …лозунг … „твоё — моё“ и „его — моё“, благами коммуны пользовались большевики, все же остальные объявлялись „буржуями“». Князь Феликс Юсупов, находившийся в тот момент в имении под Ялтой, так описывал матросов, которые явились к ним с обыском: «…Руки их были покрыты кольцами и браслетами, на их волосатой груди висели колье из жемчуга и бриллиантов. Среди них были и мальчишки лет пятнадцати. Многие были напудрены и накрашены. Казалось, что видишь адский маскарад».
Разграблению подверглись многочисленные санатории и лечебные заведения Ялты и окрестностей. Так, Санаторий Александра III был вначале обстрелян с миноносца «Керчь», затем от команды миноносца поступило указание немедленно и срочно эвакуировать из санатория всех больных и медперсонал, после чего сошедшие на берег отряды матросов и красногвардейцев разграбили санаторий. Новые власти распорядились всем банкам снять со счетов их клиентов все суммы, превышающие 10 тысяч рублей и перечислить их в Народный банк на открытый в нём счёт ревкома.
При исполкоме ялтинского Совета был создан «отдел советской разведки», внёсший свой вклад в развязанный террор. Как вспоминал Игнатенко, «благодаря бдительности наших разведчиков удалось обезвредить немало гнёзд контрреволюции». Самого Игнатенко очевидцы характеризовали как «…чудовище, которое имело обыкновение казнить офицеров своими собственными руками, стреляя в них из своего револьвера». При этом практически все новые руководители вели роскошную жизнь. Так, член Гурзуфского ревкома Рудольф Вагул поселился в комфортабельных апартаментах и вёл «буржуазный образ жизни» — обеды заказывал из четырёх перемен блюд и обязательно со сладким и коллекционными винами, орал на прислугу за малейшую оплошность.

### Террор после декрета Совнаркома от 21 февраля 1918 года
К концу января 1918 года финансовая жизнь на полуострове пришла в полный упадок. Крымская казна была пуста. Рабочим, морякам флота и служащим было нечем платить заработную плату, не на что закупать продовольствие и прочее. Большевистские ревкомы, которым де-факто принадлежала власть, решили применить «контрибуции» — определённые и громадные суммы, которые в весьма ограниченный срок должны были вносить в пользу советов поименованные ими лица, отдельные социальные группы («буржуи»), целые административные единицы. Ялтинская буржуазия была обложена двадцатью миллионами рублей. Внести такую огромную сумму было физически невозможно. Тогда стали брать заложников, как гарантов исполнения контрибуции, из числа родственников тех, кто должен был её вносить. Невыполнение контрибуций послужило одним из поводов к бессудным расправам, произошедшим по всему Крыму в последней декаде февраля 1918 года.
Непосредственным толчком к новому витку террора послужил декрет Совета народных комиссаров «Социалистическое отечество в опасности!», от 21 февраля 1918 года в связи с началом германского наступления на разрушенном демобилизацией Русской армии Восточном фронте. Декрет возвращал смертную казнь, отменённую II съездом Советов. Причём правом бессудного расстрела наделялись красногвардейцы. Вот характерные выдержки: «6) В эти батальоны должны быть включены все трудоспособные члены буржуазного класса, мужчины и женщины, под надзором красногвардейцев; сопротивляющихся — расстреливать.… 8) Неприятельские агенты, контрреволюционные агитаторы, германские шпионы расстреливаются на месте преступления». В дополнение к общему декрету, широко растиражированному советской печатью Крыма, Черноморскому Центрофлоту пришла отдельная телеграмма от члена коллегии народного комиссариата по морским делам Ф. Ф. Раскольникова, которая предписывала «искать заговорщиков среди морских офицеров и немедленно задавить эту гидру». Декрет и телеграмма упали на подготовленную почву.
Бессудные расправы продолжались и позже, вплоть до самого падения советской власти в конце апреля 1918 года, но уже не в массовом количестве. Так, были увезены из города красноармейцами и в безлюдном месте зверски убиты и ограблены торговцы-татары Осман и Мустафа Велиевы.

### Известные палачи
Очевидцы событий основную вину за организацию красного террора в Ялте зимой 1917—1918 гг. возлагали на триумвират Нератов — Игнатенко — Драчук.

### Известные жертвы
- князь Мещерский[16].
- Пётр Савченко, прапорщик, находившийся на излечении в санатории Александра III. Молодого офицера, передвигающегося на костылях, лишили жизни за то, что он не смог ответить, куда направились эскадронцы[17].
- Эдуард Кибер — врач, один из создателей Морского санатория в Ялте, директор Севастопольского морского госпиталя, санитарный инспектор Севастопольского морского порта[18].
- 24 февраля 1918 года полковник Ковалёв увезён матросами на борт миноносца, где застрелен и труп сброшен в море[19].

## Террор конца 1920—1921 годов
Ялта стала последним городом Крыма, куда вошла Красная армия. 17 ноября 1920 года в неё вступили части 51-й Перекопской (Московской) стрелковой дивизии 1-й конной армии Южного фронта. Советские руководители считали, что в Ялте буржуазии, собравшейся в ней со всей России, было больше, чем в любом другом городе Крыма. Сюда, считали они, «эксплуататорские классы» завезли неисчислимые богатства и только быстрота красного наступления помешали вывезти их за границу.
В день занятия красными Ялты был опубликован Приказ Крымревкома № 4 об обязательной регистрации в трёхдневный срок иностранцев, лиц, прибывших в Крым в периоды отсутствия там советской власти, офицеров, чиновников и солдат армии Врангеля. В городе началась регистрация указанных категорий граждан. С нарастающей интенсивностью по чётко отработанной схеме в Ялте начались повальные обыски, задержания и аресты. В указанные в приказе сроки в Ялте зарегистрировалось около семи тысяч офицеров. Такое огромное количество задержанных необходимо было где-то разместить. Так как приспособленных помещений для такого количества подготовлено не было, их размещали в импровизированных тюрьмах и концлагерях. Часть людей разместили в подвалах нескольких зданий в центре города. Самый ужасный из них был прозван заключёнными «аквариумом» — узники  стояли в нём по колено в ледяной воде.
Через несколько дней после этого за город начали уводить большие группы задержанных при обысках и зарегистрировавшихся, откуда они больше не возвращались. Как и в других городах, в Ялте началось систематическое и поголовное физическое истребление пленных, буржуазии, интеллигенции, священнослужителей, иностранцев — всех тех, кто своей деятельностью в досоветский период или происхождением не вписывался в рамки новой большевистской идеологии.
Отправили на расстрел престарелых генералов, и без того еле живых, и стражников, охранявших общественный порядок, и государственных служащих бывшей Российский империи и Белого Юга, никогда не державших в руках оружия.

### Террор в отношении раненых и медицинских работников
В курортной Ялте было расположено много госпиталей с ранеными и санаториев с выздоравливающими офицерами и солдатами Русской армии. Расправа с ними стала одной из самых чёрных страниц крымского террора. Красные каратели не щадили ни врачей, ни сестёр милосердия, ни работников Красного Креста, неприкосновенных по всем международным гуманитарным конвенциям, о признании которых громогласно на весь мир объявил большевистский Совнарком в мае 1918 года, ни раненых, вытаскивая их из палат госпиталей, чтобы «поставить к стенке».
Из сохранившихся архивных документов стала известна история казни княгини Н. Н. Трубецкой, которая работала санитаркой в лазарете № 10 Красного Креста в Ливадии и которая отказалась эмигрировать во время эвакуации армии Врангеля. После захвата Ливадии новое большевистское руководство лазарета решило отчистить его от «контрреволюционного элемента», «были намечены лица из состава лазарета, как из служащих, так, равно, из больных, которые подлежали удалению как контрреволюционный элемент…». Княгиня Трубецкая по доносу сестры милосердия товарища Сумцовой была арестована первой, так как была заподозрена в том, что ей стали известны планы нового руководства. Группа медработников и больных лазарета, общим числом в шестнадцать человек, обратилась с ходатайством в защиту Трубецкой в особый отдел: «Мы, что подписалась, сёстры милосердия, правление и члены профсоюза сестёр милосердия Ялтинского района просим в самое ближайшее время рассмотреть дело члена нашего союза сестры Наталии Трубецкой… Мы, правление союза, знаем сестру Трубецкую с момента её приезда в Ялту, ручаемся своими подписями, что сестра Трубецкая не была причастна ни к какой политической организации, ни при старой, ни при новой власти, а потому убедительно просим т. коменданта тюрьмы отдать сестру Н. Трубецкую правлению членов профсоюза но поруки». Ходатайство в защиту Н. Н. Трубецкой было частично удовлетворено: её дело действительно было очень быстро рассмотрено — уже на второй день после ареста, 16 декабря 1920 года, на нём появилась резолюция председателя «тройки» Удриса: «Княжна. Расстрелять».
Очевидно, что это ходатайство, подписанное большой группой лиц, было воспринято чекистами как своего рода бунт, с которым было решено показательно расправиться. Возможно, что арест Трубецкой был чекистской провокацией для выявления сочувствующих — для того, что бы арестовать всё её окружение. Так или иначе, но последовали аресты подписавших ходатайство и многие из них были расстреляны: акушерка, киевлянка И. Л. Булгакова (дальняя родственница М. А. Булгакова), которая согласно доносу Сумцовой была оставлена белыми в Ялте якобы «для гибели наших товарищей»; писарь Ф. Г. Денежный, сторож Н. В. Огнев, сёстры милосердия Л. И. Васильева, Н. З. Залиева, М. К. Негоженко, Е. И. Фотиева; санитарка Е. А. Фомина, санитары-фронтовики Великой войны, ранее лечившиеся в этом лазарете, Г. Я. Вине, И. М. Савушкин, И. Т. Игнатенко. Причём перед казнью у ряда медсестёр чекисты получили письменные отказы от поручительства за Трубецкую, очевидно пообещав прощение в этом случае… но всё равно расстреляли.
После этого случая волна арестов и расстрелов обрушилась на все лазареты и госпитали, как армейские, так и находящиеся под эгидой Российского общества Красного Креста. Её жертвами стали многие медицинские работники, от врачей до санитарок, исполнявшие свой долг и проявлявшие обычное человеческое сострадание к раненым, независимо от их принадлежности, как и множество самих раненых.

### Оценки количества жертв
По данным историков С. В. Волкова и Ю. Г. Фельштинского, почерпнутым из официальных советских источников, в Ялте было казнено около 5000 человек.

### Жертвы
- Барятинская, Надежда Александровна (1847—1920) — известная в Ялте благотворительница, парализованная, была расстреляна вместе с дочерью, которая ждала третьего ребёнка, её мужем и свёкром[24];
- Бич-Лубенский, Иван Михайлович (1867—1920) — в качестве уполномоченного Российского общества Красного Креста он был направлен в Ялту для организации помощи раненым, больным и беженцам. Возродил Ялтинский филиал Красного Креста. Совместно с представителями Международного комитета Красного Креста активизировал работу по регистрации материально нуждающихся и передачи им помощи — продуктов питания и одежды, по открытию пунктов питания и общежитий, выявлению больных и их госпитализации[20];
- Братья Борис (писатель) и Дмитрий Шишкины[20];
- Клембовский, Артур-Оскар Наполеонович — (1859—1920) генерал-майор в отставке; ветеран Великой войны; в 1917 году в связи с ранением уволен из Армии и направлен в Ялту на лечение, где и остался жить; проживал в Ялте по улице Крестовой (в советское время улице Батурина) работал деловодом 1-го Ялтинского госпиталя и занимался общественной деятельностью[20];
- Любимов Леонид Павлович, (1884—1920) — житель Ялты, адвокат, дворянин. Приговорён к расстрелу за то, что «возбуждал ходатайство о смягчении участи генерала, полковника, поручика»[20];
- Петруш, Николай Андреевич (1856-1920)  — генерал-майор Российской императорской армии. Участник русско-японской войны (1904—1905), обороны Порт-Артура и Первой мировой войны.
- Сабин-Гус, Иван Юрьевич (1862-1920) — директор Ялтинской мужской гимназии, который «всю жизнь свою посвятил делу просвещения народа»[24];
- Семёнов, Яков Петрович (1850—1921) — генерал-майор Российской императорской армии, инженер-строитель дач и пансионатов в Симеизе[25][26].
- Супруненко, Пётр Васильевич (1885—1920) — уроженец города Лубны Полтавской губернии, чиновник, уполномоченный общества Красного Креста[20];
- Двенадцать бывших офицеров, вернувшихся морем из эмиграции в Болгарии в январе-феврале 1922 года и открыто заявивших, что приехали добровольно с тоски по родным и по России — сразу же расстреляны[20].

### Палачи
В декабре 1920 года чрезвычайная тройка «Крымской ударной группы» управления особых отделов ВЧК при РВС Южного и Юго-Западного фронтов в городе Ялте состояла из председателя Чернабрывого и членов Э. М. Удриса и Гунько-Горкунова. В январе 1921 года казни производили по постановлению чрезвычайной тройки Крымской ударной группы в составе председателя Удриса и членов Тольмаца и Михельсона.
Юрист Л. М. Абраменко отметил манеру Удриса накладывать резолюции на делах арестованных часто одним словом: «Расстрелять», написанные тупо заострённым синим карандашом «длинно, зло и, похоже, с величайшим удовольствием садиста… подписи кружевные и вычурные трудно читаемы, явно утверждали небывалую силу, непререкаемость и безнаказанность за творимый произвол». При этом на анкетах старших чиновников, генералов и княгинь «Расстрелять» Удриса исполнено с особым нажимом карандаша, так что в отдельных случаях была прорвана бумага.
Среди чекистов было много откровенных уголовников и пьяниц. Так, уполномоченный Ялтинской ЧК Петерсон организовал банду, терроризировавшую мирное население. Его банда была разгромлена, сам он убит.

## В культуре
Став местом проведения казней, знаменитый ялтинский мол, по которому когда-то гуляла дама с собачкой, дал название стихотворению В. В. Набокова, бывшего свидетелем бессудных расстрелов. В сентябре 1918 года Набоков опубликовал в газете «Ялтинский голос» стихотворение «Ялтинский мол». С тех пор у современников словосочетание «ялтинский мол» приобрело исключительно нарицательное значение.